# Gamelan

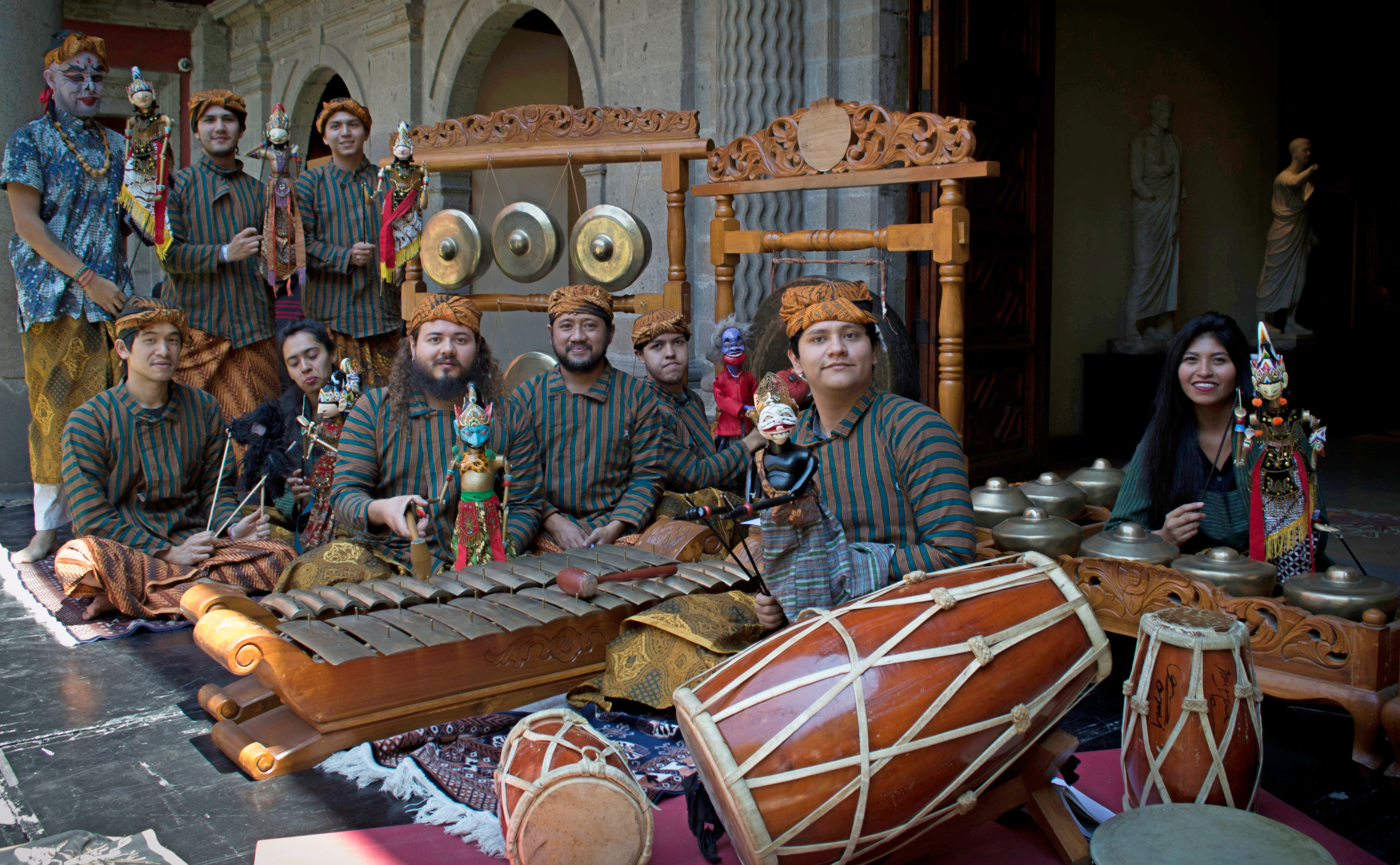
sundanaise Gamelan Degung, Museo Nacional de las Culturas au Mexique

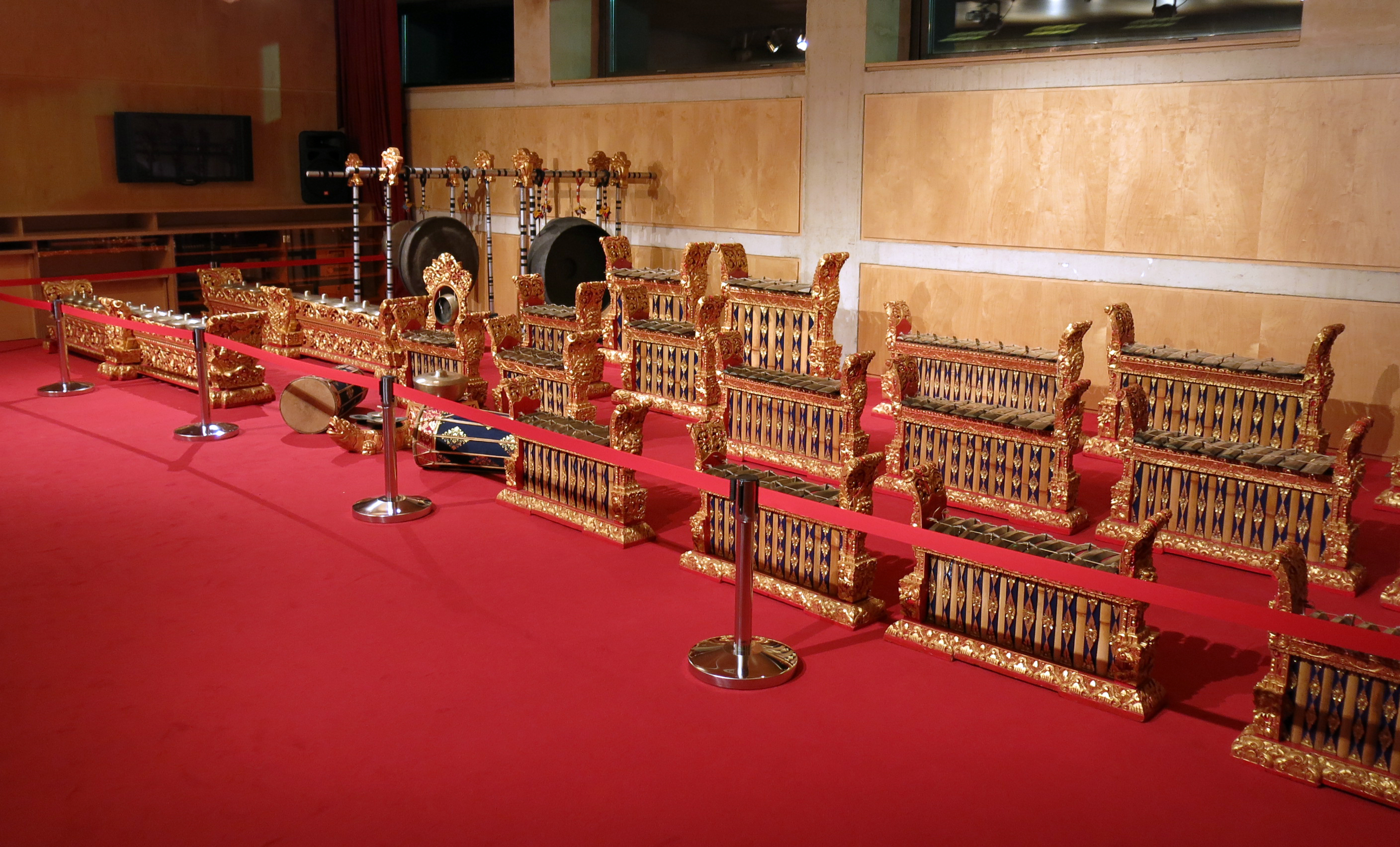
Gamelan, Musée de la Musique de Barcelone

Le gamelan est un ensemble instrumental traditionnel indonésien caractéristique des musiques javanaise, sundanaise et balinaise. Par extension, on utilise également le mot pour désigner l'orchestre balinais, qu'on appelle en fait gong (par métonymie à partir du nom de l'instrument).
Le gamelan est composé essentiellement de percussions : gongs, cymbales, métallophones de différents types (saron, peking, demung, slentem, gender), xylophones (gambang), tambours de divers types (ciblon, kendang), auxquels peuvent s'ajouter des instruments à cordes, soit frottées comme le rebab (une vièle à pique), soit pincées comme le kacapi (sorte de cithare), et à vent comme la flûte suling et le chant — féminin et masculin.
Les différents tambours sont en peau de buffle et donnent le tempo ainsi que l'intensité du jeu musical. Le joueur du kendang principal est le véritable chef d'orchestre. Lorsque le gamelan accompagne une danse, un dialogue s'installe entre le joueur de tambour et la danseuse ou le danseur. À ce moment-là, c'est plutôt la danseuse (ou le danseur) qui devient chef d'orchestre. Il en va de même lorsque le gamelan accompagne un wayang kulit (théâtre d'ombres).
Certains auteurs considèrent que le gamelan ne constitue en réalité qu'un seul instrument, à l'instar du xylophone ou des phonolithes. Effectivement, les joueurs de gamelan ne prennent pas leurs instruments à la maison afin de travailler leur technique comme le ferait un violoniste ou un trompettiste. Ici l'apprentissage se fait en commun et dès le plus jeune âge.

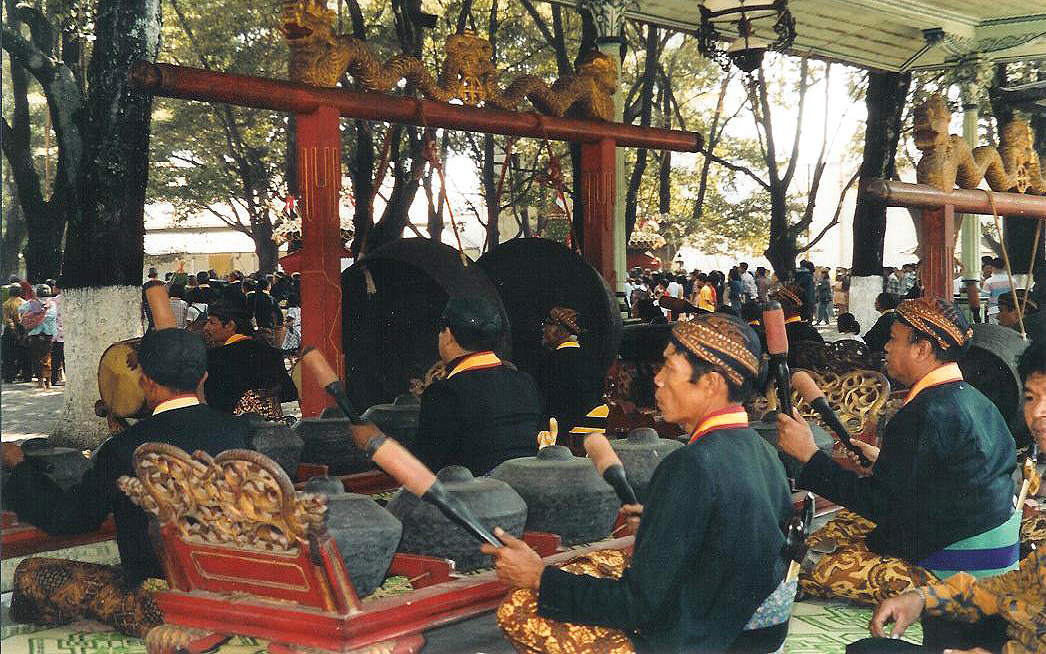
Le gamelan munggang du kraton (palais royal) de Surakarta

La musique de gamelan est cyclique, un cycle complet commence et se termine par le gong ageng, instrument fondamental de cette musique.

## Variations géographiques
On distingue trois grandes aires du gamelan, qui sont d'ouest en est et de nord en sud : le pays Sunda (c'est-à-dire la partie occidentale de Java), le pays javanais proprement dit (c'est-à-dire le centre et l'est de l'île) et Bali.
Elles ont en commun deux échelles musicales ou gammes : l'une, heptatonique appelée pelog, l'autre, pentatonique, appelée slendro. Sunda possède en outre une gamme propre appelée sorog.

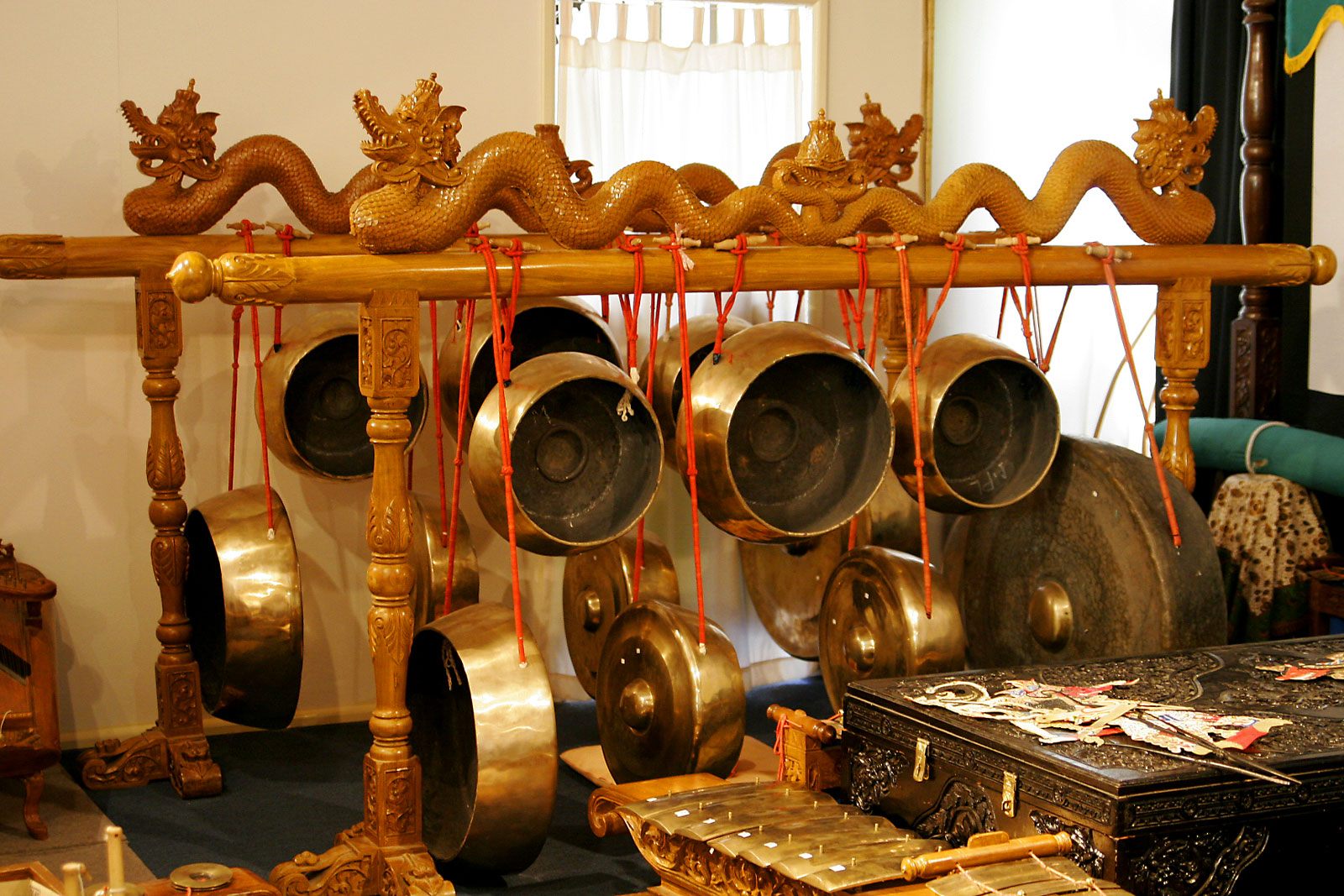
Gamelan javanais : gongs.

À Sunda et Java, on distingue notamment les sarons, un métallophone, qui jouent la mélodie de base, accompagnés des kenongs, bonangs (gongs horizontaux posés sur des supports) et des gongs, dont le jeu ponctue la phrase musicale.
À Bali, la mélodie de base est jouée par les gangsa ou le gamelan wayang (en). La phrase musicale est ponctuée par les jegogan et les gongs.
Les orchestres de gamelan sont communs à Java, Madura, Lombok (et dans les autres îles de la Sonde), de différentes formes et grandeurs. Des traditions gamelan se sont établies en Malaisie et au Suriname et plus récemment dans tous les continents. Le gamelan est utilisé dans beaucoup de traditions de la culture indonésienne.
Les mariages ou les cérémonies religieuses sont par exemple accompagnés de cet ensemble instrumental et on le retrouve dans tous les palais et lieux culturels du pays. Le théâtre d'ombre, wayang kulit, est également basé sur lui. La musique elle-même reflète les traditions puisque par exemple il est interdit d'enjamber les instruments, les pieds et tout ce qui se trouve en bas étant considéré comme impur.

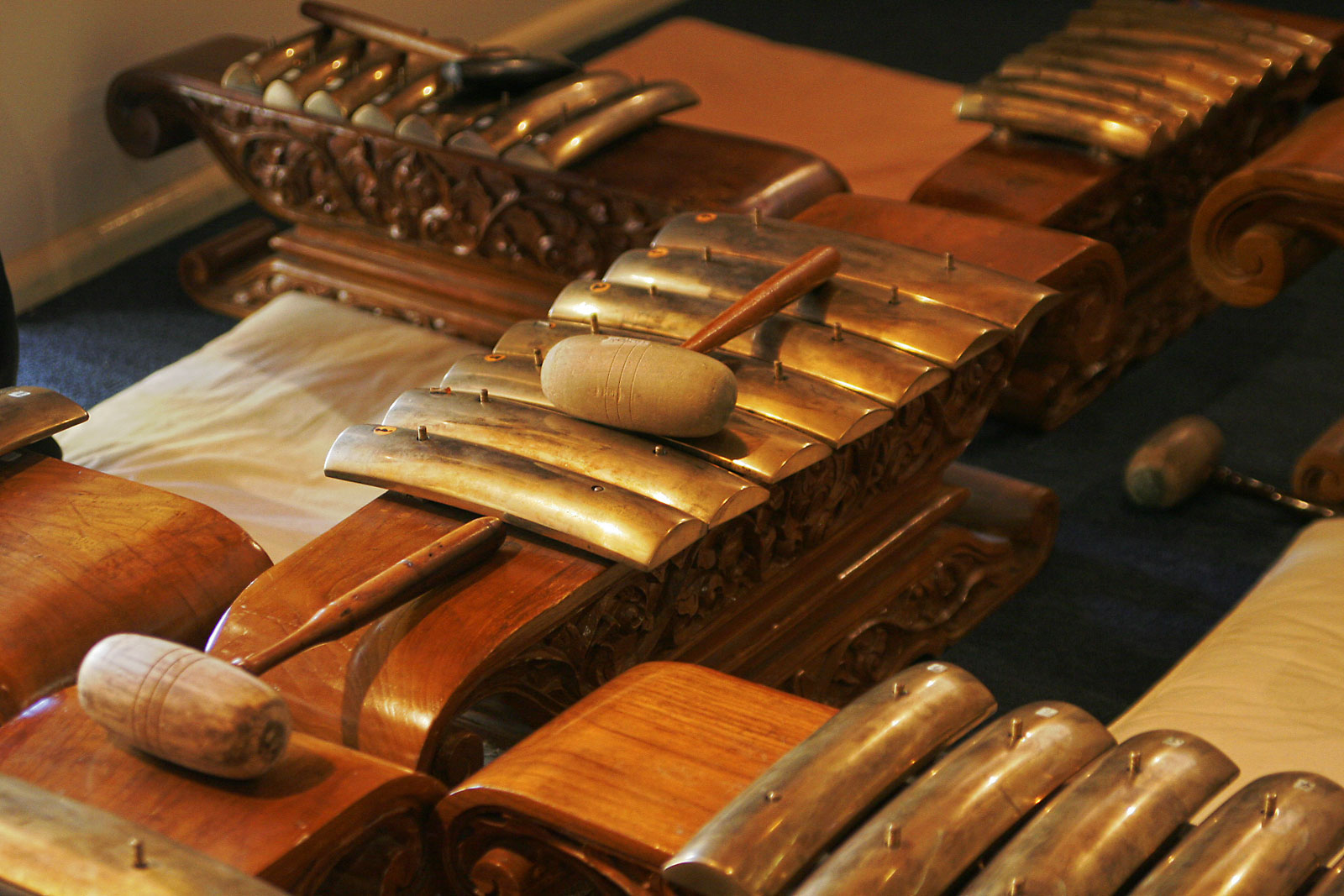
Gamelan javanais : métallophone saron.

## Utilisation en musique classique occidentale
Debussy, lors de l'Exposition universelle de Paris de 1889, avait été frappé par la gamme, les « couleurs » sonores, les ruptures rythmiques et le côté modal de cette musique ; son ami Robert Godet pense qu'il s'en est inspiré pour sa propre musique (Et la lune descend sur le temple qui fut, Pagodes, Terrasse des audiences du clair de lune). Francis Poulenc est lui aussi influencé par une démonstration de gamelan balinais entendue à l'Exposition coloniale de 1931 et l'évoque très nettement dans son Concerto à deux pianos. On peut également citer L'Envol d'Icare, ballet pour orchestre composé par Igor Markevitch en 1932.
En 1941, lors de son exil aux États-Unis, Benjamin Britten joue et enregistre de nombreuses transcriptions pour deux pianos réalisées par Colin McPhee, réputé pour être le premier compositeur occidental à avoir effectué une étude ethnomusicologique de la musique balinaise. Britten utilise cette influence dès 1942 dans A Ceremony of Carols puis dans son ballet The Prince of the Pagodas (1956), Curlew River (1964) et son opéra Death in Venice (1973).
D'autres compositeurs de musique classique occidentale ont utilisé le gamelan dans leurs compositions ou ont été profondément influencés par celui-ci : Steve Reich, Philip Glass, Dave Smith (qui de plus l'enseigne), ou Claude Vivier.

## Utilisations contemporaines dans les pays occidentaux

### AuCanada
Le groupe québécois Giri Kedaton possède actuellement (2009) le seul gong kebyar balinais à cinq notes. Il est basé à Montréal.

### EnFrance
Créée 1995, l’association Musiques de l’ébène favorise la rencontre et l’échange à travers des projets artistiques, culturels et sociaux. Fondée par des musiciens, comédiens et universitaires autour d’un gamelan javanais Ageng acquis par Michel Dahan, elle a dès ses débuts inscrit son action au plus près des territoires et des publics souvent éloignés de l’offre culturelle, notamment en Seine-Saint-Denis. Nos projets engagent le dialogue interculturel, la participation collective et intergénérationnelle, et explorent des approches pédagogiques innovantes en intégrant de nouveaux outils pour faciliter l’accès aux pratiques artistiques et encourager l’ouverture culturelle auprès du plus grand nombre.
1998 : acquisition d’un gamelan balinais « Angklung », un ensemble instrumental en bronze unique en France.
2012 : acquisition d’un gamelan javanais Calung. un ensemble instrumental en bambou.
2022 : installation de l’association en Côte-d’Or dans un nouvel espace, « La Grange au fil de l’Aube », où notre structure poursuit et développe une dynamique artistique immersive et collective, en lien étroit avec les habitants et l’environnement naturel. Ce lieu entièrement rénové permet de diffuser nos actions auprès d’un public en milieu rural, de créer des partenariats à l’échelle européenne et d’accueillir artistes et scientifiques dans un cadre privilégié. Pensés comme des espaces de création, de transmission et de lien entre cultures, générations, humains et nature, nos projets s’appuient sur une forte implication locale et une grande diversité de partenaires culturels, éducatifs, associatifs et institutionnels.
Le groupe Puspawarna s'est constitué en 2011 à l'ambassade d'Indonésie de Paris autour de son gong kebyar et continue ses activités de spectacle et pédagogiques au sein de l'association Pantcha Indra. Il est possible de prendre des cours de gamelan à la Cité de la musique à Paris, ainsi qu'à la Galerie Sonore à Angers.
À Marseille, le groupe Bintang Tiga s'est réuni autour du gong kebyar de Gaston Sylvestre et poursuit un travail à la fois sur le répertoire traditionnel mais aussi sur la création contemporaine en collaborant avec des compositeurs comme Philippe Boivin ou Henri Foures, et le chœur contemporain Musicatreize.
À Grenoble l'association ORFEO a acquis en septembre 2009 un gong kebyar balinais, ainsi qu'un set complet de gender (instruments accompagnant le wayang kulit) et de rindik (xylophone de bambous).
En Ardèche, l'Association Umbul Sari, propose différents ateliers de pratique du gamelan javanais (découverte, improvisation, illustration sonore...) destinés aux écoles de musique, écoles primaires et collèges.
À Aix en Provence, l'association Adémuse possédait un gamelan javanais, accordé sur la gamme slendro pentatonique, des cours étaient proposés. Un ensemble de musiciens, Le Gamelan Kancil, donnait des concerts avec un répertoire de morceaux contemporains composés spécialement pour cette formation (compositions de Fréderic Rebotier, Williams Marx, Marc Lannelongue, Henri Maquet), des pièces de compositeurs contemporains pour gamelan (Alex Grillo, Jean Yves Bosseur), des adaptations de pièces traditionnelles provençales (Henri Maquet), des schémas d'improvisations, ainsi que des pièces traditionnelles de Java Centrale. Le Gamelan Kancil a été repris par Henri Maquet en 2018. Il se trouve aujourd'hui à Arles où des ateliers, stages et concerts sont proposés.

## Origine du nom
Comme les mots « coucou » ou « gong », le mot gamelan est probablement apparu par homophonie, à l'instar du mot latin gamella à l'origine du mot gamelle.

## Patrimoine culturel immatériel
Présenté par l'Indonésie, « le gamelan » est sélectionné sur la liste représentative du patrimoine culturel immatériel de l'humanité par l'UNESCO en décembre 2021.

## Bibliographie

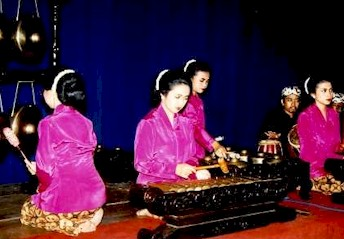
Gamelan degung sundanais